# 山科李蹊
山科 李蹊（やましな りけい、元禄15年（1702年） - 延享4年8月8日（1747年9月12日））は、江戸時代中期の医者。名は元富。字は子潤。通称は宗安。

## 人物
京都の出身。山科広安の子。朝廷の侍医の家柄で、16歳で法橋に叙せられたのを皮切りに、法眼、法印と進み、仙寿院の号を賜与された。
多芸な人物で、特に墨竹画については、宮崎筠圃、浅井図南、御園中渠とともに「平安の四竹」と称された。
延享4年（1747年）、46歳にて没した。